# Les Croque-morts en folie
Pour les articles homonymes, voir Night Shift.
Pour plus de détails, voir Fiche technique et Distribution.
Les Croque-morts en folie (Night Shift) est un film américain réalisé par Ron Howard et sorti en 1982.

## Synopsis
Deux jeunes gens passent une nuit de folie dans une morgue.

## Fiche technique
- Titre français : Les Croque-morts en folie
- Titre original : Night Shift
- Réalisation : Ron Howard
- Scénario : Lowell Ganz et Babaloo Mandel
- Musique : Burt Bacharach
- Photographie : James Crabe
- Montage : Daniel P. Hanley, Mike Hill & Robert Kern Jr.
- Production : Brian Grazer
- Société de production : The Ladd Company
- Société de distribution : Warner Bros.
- Pays de production :  États-Unis
- Langue originale : anglais
- Budget : 23 600 000 $
- Format : Couleur - Dolby - 35 mm - 1.85:1
- Genre : comédie
- Durée : 102 minutes
- Dates de sortie[1] :
  - États-Unis : 30 juillet 1982
  - France : 22 décembre 1982
- Public : Tous[Où ?]

## Distribution
- Henry Winkler (VF : Guy Chapellier) : Chuck Lumley
- Michael Keaton (VF : François Leccia) : Bill Blazejowski
- Shelley Long (VF : Dorothée Jemma) : Belinda Keaton
- Gina Hecht (VF : Céline Monsarrat) : Charlotte Koogle
- Pat Corley (VF : Claude Joseph) : Edward Koogle
- Bobby Di Cicco (VF : Daniel Lafourcade) : Leonard Carboni
- Nita Talbot : Vivian
- Basil Hoffman : Maître Drollhauser
- Tim Rossovich (en) (VF : Max André) : Luke
- Clint Howard : Jefferey
- Joe Spinell (VF : Mario Santini) : Manetti
- Grand L. Bush : Mustafa
- Vincent Schiavelli : Carl
- Jaid Barrymore : Joyce
- Ava Lazar : Sharon
- Cassandra Gava : J. J.
- Monique Gabrielle : Tessie
- Richard Belzer (VF : Philippe Peythieu) : Pig
- Badja Djola (VF : Tola Koukoui) : Cleon
- Charles Fleischer : le prisonnier
- Kevin Costner : un universitaire
- Shannen Doherty : Bluebird
- Ola Ray : Dawn
- Michael Pataki (VF : Marc de Georgi) : Howard Pelekudas (non crédité)
- Ron Howard : le saxophoniste dans le métro

 Source et légende : version française (VF) sur RS Doublage

## Production

### Genèse et développement
Il s'agit du premier film produit par Brian Grazer. Il produira par la suite quasiment tous les films de Ron Howard, avec lequel il fonde Imagine Entertainment en 1985. Brian Grazer a imaginé l'intrigue du film après avoir découvert un article du New York Times sur un réseau de prostitution géré depuis une morgue. Sous contrat exclusif avec Paramount Pictures, il propose le projet mais le studio refuse. Il contacte Ron Howard à l'été 1980, après que les deux hommes se soient rencontrés sur le plateau de la Paramount. Ils engagent les scénaristes de la série télévisée Happy Days, Lowell Ganz et Babaloo Mandel. Ils recoivent ensuite un budget de 6,4 millions de dollars en quelques jours grâce à Alan Ladd Jr..

### Attribution des rôles
Ron Howard dirige ici Henry Winkler, son ancien partenaire de la série télévisée Happy Days (1974-1984). Il incarne le directeur de morgue un peu mou, à l'opposé de son célèbre Fonzie de la série.
Kurt Russell et Mickey Rourke ont auditionné pour le rôle de Bill Blazejowski.
Il s'agit du tout premier film de Michael Keaton, Gina Hecht et Shannen Doherty et le second pour Kevin Costner.

### Tournage
Le tournage a lieu dans le Queens (Ridgewood), Manhattan (Times Square, Lexington Avenue, Hotel Parker Meridien, Broadway, ...).

## Bande originale
La musique du film est composée par Burt Bacharach. La chanson d'ouverture, Night Shift, est interprétée par Quarterflash. La chanson du générique de fin, That's What Friends Are For, est écrite par Burt Bacharach et Carole Bayer Sager et chantée par Rod Stewart. On peut également entendre dans le film une reprise de You Really Got Me par le groupe Van Halen, une version live de Jumpin' Jack Flash des Rolling Stones ou encore Cutting Branches for a Temporary Shelter de Penguin Cafe Orchestra.
Liste des titres
1. Night Shift - Quarterflash
2. Street Talk - Burt Bacharach
3. Girls Know How - Al Jarreau
4. The Love Too Good to Last - The Pointer Sisters
5. That's What Friends Are For - Rod Stewart
6. Someday, Someway - Marshall Crenshaw
7. Penthouse and Pavement - Heaven 17
8. Talk Talk - Talk Talk
9. Everlasting Love - Rufus & Chaka Khan
10. That's What Friends Are For (Night Shift Love Theme) [instrumental] - Burt Bacharach

## Clin d'œil
La fraternité étudiante se nomme Delta Tau Chi, comme dans le film American College (1978) de John Landis.